# 彼得拉·达尔曼
彼得拉·达尔曼（德語：Petra Dallmann，1978年11月21日—），德国女子游泳运动员。她曾代表德国参加2004年和2008年夏季奥林匹克运动会游泳比赛，其中2004年奥运会获得一枚铜牌。